# Ulm
Ulm là một thành phố tại bang Baden-Württemberg, nước Đức. Ulm nằm bên sông Danube. Thành phố này có diện tích 118,7 km2, dân số cuối năm 2006 là 120.000 người. Thành phố này là thủ phủ của huyện Alb-Donau. Ulm được thành lập vào khoảng năm 850. Thành phố có Đại học Ulm thành lập năm 1967. Thành phố có nhà thờ Ulmer Münster với kiến trúc Gothic nổi tiếng trên thế giới. Ulm cũng là nơi Albert Einstein chào đời năm 1879.

## Địa lý
Ulm nằm ở vị trí hai con sông Blau và Iller nhập dòng với sông Danube. Thành phố có độ cao trung bình 479 m (1.571,52 ft) so với mực nước biển. Phần lớn diện tích thành phố, bao gồm cả thị trấn cổ, nằm ở bờ trái của sông Danube; chỉ có các quận Wiblingen, Gögglingen, Donaustetten và Unterweiler nằm ở bờ phải của sông. Đi qua thị trấn cổ, về phía bên kia của sông Danube, là thành phố song sinh Neu-Ulm của bang Bavaria, nhỏ hơn Ulm. Phía nam thành phố có con sông Danube bao quanh, còn lại thành phố được bao bọc xung quanh bởi rừng và đồi với độ cao hơn 620 m (2.034,12 ft), một phần của chúng thuộc về dãy núi Swabian Alps. Phía nam của Danube, đồng bằng và đồi kết thúc ở cạnh bắc của dãy Alps, cách Ulm khoảng 100 km và có thể nhìn thấy được khi thời tiết quang đãng.
Thành phố được chia thành mười tám quận (tiếng Đức: Stadtteile): Ulm-Mitte, Böfingen, Donaustetten, Donautal, Eggingen, Einsingen, Ermingen, Eselsberg, Gögglingen, Grimmelfingen, Jungingen, Lehr, Mähringen, Oststadt, Söflingen (with Harthausen), Unterweiler, Weststadt, và Wiblingen.